# Dendrobium sororium
Dendrobium sororium är en orkidéart som beskrevs av Rudolf Schlechter. Dendrobium sororium ingår i släktet Dendrobium, och familjen orkidéer.
Artens utbredningsområde är Sulawesi. Inga underarter finns listade i Catalogue of Life.